# Johann Glandorp
Johann Glandorp (Münster, 1º agosto 1501 – Herford, 22 febbraio 1564) è stato un umanista, teologo e educatore tedesco.

## Biografia
Glandorp fu il figlio di un sarto nativo di Münster; studiò presso il Gymnasium Paulinum, nella sua città natale. A 17 anni si recò a Rostock, nel 1522 ritornò a Münster dove divenne insegnante presso il Gymnasium Paulinum. Nel 1529 andò a Wittenberg e diventò studente di Filippo Melantone.
Mentre la riforma protestante progredì, Glandorp nel 1532 assunse la posizione di sorvegliante in una grande scuola latina, istituita dai francescani conventuali. Questa scuola non durò a lungo, poiché si trovò in conflitto con il capo anabattista di Münster, Bernhard Rothmann. Glandorp dovette lasciare immediatamente la città nel febbraio del 1534. Si sforzò di trovare lavoro in diversi luoghi, ma non riuscì a trovare una posizione soddisfacente.
Chiese a Filippo I d'Assia di portarlo in Assia, driuscendo ad ottenere un posto come preside del Dipartimento di Storia dell'Università di Marburgo, scuola che istituì lo stesso Filippo.
Lasciò Marburgo nel 1536. Nello stesso anno intraprese la direzione delle scuole latine di Braunschweig e di Hameln per un breve periodo nel 1551, nel ginnasio di Hannover dal 1551 al 1555, a Goslar nel 1560.

## Opere
- Monosticha in Germanorum paroemias, 1514.
- Elenchus sive epistola de suscepta gubernatione scholae Hervoriensis, 1560.
- Onomasticon historiae Romanae, Frankfurt 1589. (Digitalisat von Google Bücher; weitere Digitalisate derselben Ausgabe)